# Château de Leeuwergem
Le château de Leeuwergem est un château situé en Belgique sur la commune de Zottegem.

## Historique
L’histoire des seigneurs de Leeuwergem remonte à 1000 ans. Depuis le XVe siècle, ils habitent le château qui fut reconstruit pour la troisième fois en 1764 sur ordre de Pierre Emmanuel Joseph d’Hane (1726-1786). Étant souvent à la cour de Louis XV, il reçut les plans du château Bellevue à Meudon que le roi avait offert à la marquise de Pompadour. Ces plans avaient été dessinés par l’architecte français Jean Lassurance. Le comte Jean-Baptiste d’Hane-Steenhuyse, fils du précédent, reçut le roi Louis XVIII dans son bel hôtel de la rue des Champs à Gand.
Le roi y résida pendant la campagne des cent jours, du 16 mars 1815 jusqu’à la défaite de Napoléon à Waterloo le 18 juin de la même année. Durant son séjour à Gand le roi se rendit en visite au château de son hôte à Leeuwergem. Après extinction des d’Hane-Steenhuyse, le château a abouti dans la famille des propriétaires actuels par voie de successions.

## Architecture
Au bout d’une avenue de près d’un km, on découvre un château presque carré, parfaitement équilibré, se trouvant au milieu de parterres de fleurs, sur un tertre entouré d’eau. Tant à l’extérieur qu’à l’intérieur, son style Louis XV lui donne toute son élégance. La rocaille, la coquille et les lignes cambrées y règnent souveraines. À l’étage, une ravissante petite chapelle dédiée aux 4 Evangélistes se trouve toujours dans l’état du jour de sa bénédiction en 1764.

## Les jardins
La réalisation complète des jardins fut ordonnée en 1761 au Gantois, Jean Baptiste Simoens. Il devait les terminer vers 1785. Parmi les étangs, les statues et le canal agrémentant la promenade, se trouve un théâtre de verdure unique en Europe car tout de charme (carpinus betulus) construit. Sa réalisation date de 1764 et peut contenir 800 personnes. Un jardin maçonnique à l'anglaise contient une copie de la tombe de Jean-Jacques Rousseau.